# Brousse-le-Château
Pour les articles homonymes, voir Brousse.
Brousse-le-Château est une commune française, située dans le département de l'Aveyron, en région Occitanie.
Elle fait partie de l'association Les Plus Beaux Villages de France.
Le patrimoine architectural de la commune comprend quatre  immeubles protégés au titre des monuments historiques : l'église Saint-Jacques-le-Majeur, inscrite en 1937, l'oratoire, inscrit en 1937, le Pont Vieux, inscrit en 1937, et le château de Brousse, classé en 1943.

## Géographie

### Localisation et communes limitrophes
La commune de Brousse-le-Château se trouve dans le quart sud-ouest du département de l'Aveyron, dans la petite région agricole des Monts de Lacaune.
Elle se situe à 58 km par la route de Rodez, préfecture du département, à 60 km de Millau, sous-préfecture, et à 48 km de Pont-de-Salars, bureau centralisateur du canton de Raspes et Lévezou dont dépend la commune depuis 2015. La commune fait en outre partie du bassin de vie de Réquista.
Les communes les plus proches sont : Connac (3,1 km), Montclar (3,7 km), Brasc (4,7 km), Broquiès (5,7 km), Coupiac (5,9 km), Martrin (6,5 km), Lestrade-et-Thouels (7,4 km), Saint-Izaire (8,0 km), Réquista (8,2 km).
Brousse-le-Château est limitrophe de cinq autres communes.
| Connac   | Lestrade-et-Thouels |              |
|          | Brousse-le-Château  | Broquiès     |
| Montclar |                     | Saint-Izaire |

### Paysages et relief
La commune de Brousse-le-Château est bordée du sud-est au sud-ouest sur plus de sept kilomètres par le Tarn dans des gorges appelées Raspes. Une petite partie de ce territoire se situe néanmoins en rive gauche du Tarn. Un de ses affluents, le ruisseau d'Artigues, sert de limite communale à l'ouest sur deux kilomètres et l'Alrance — autre affluent du Tarn — traverse la commune du nord au sud-ouest.
L'altitude minimale, avec 220 ou 230 mètres,, se trouve localisée à l'extrême-ouest, là où le Tarn quitte la commune et sert de limite entre celles de Connac et Montclar. L'altitude maximale avec 665 mètres est située à l'extrême nord, près du lieu-dit Roquecave, en limite de la commune de Lestrade-et-Thouels.

### Hydrographie

#### Réseau hydrographique

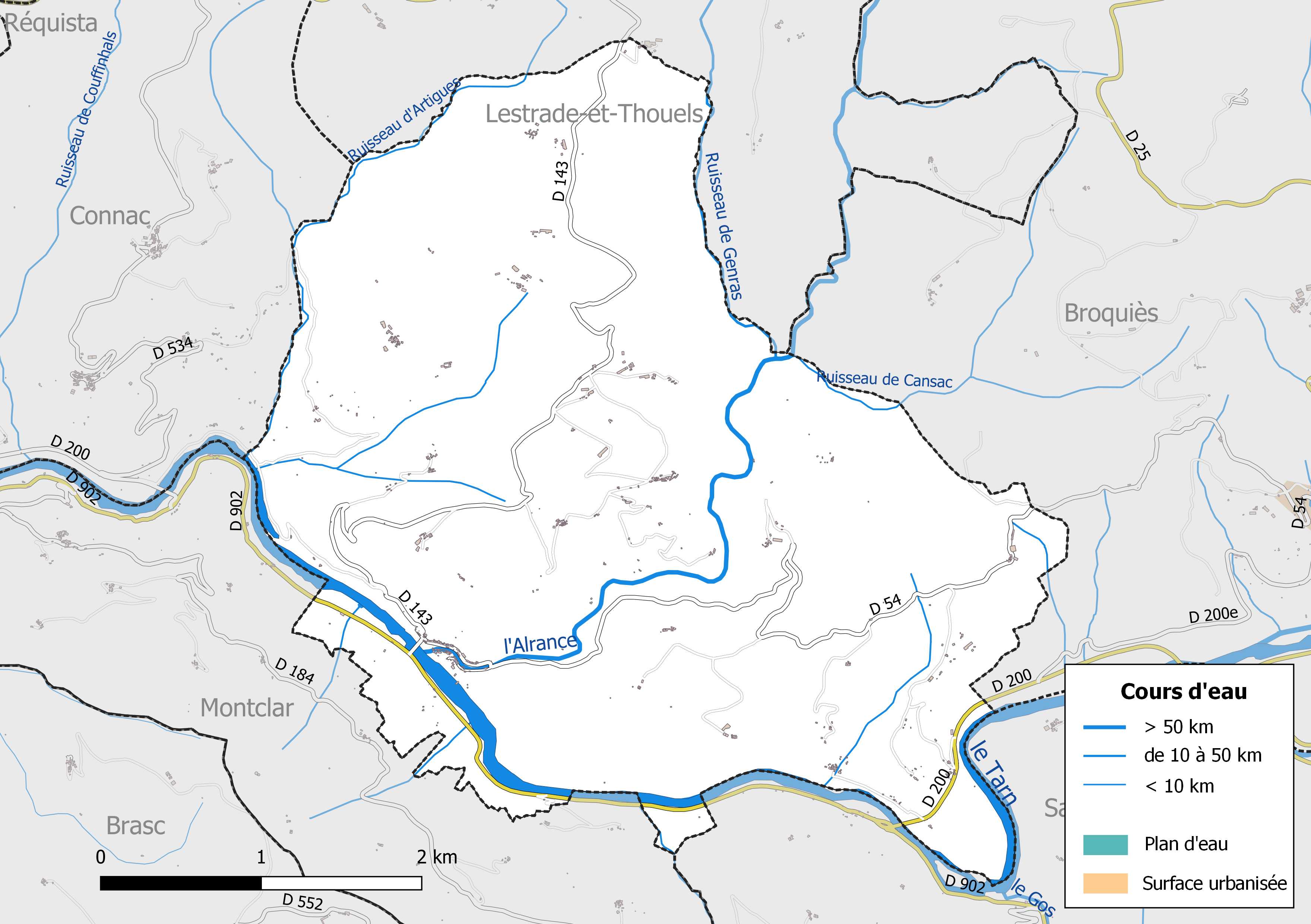
Réseaux hydrographique et routier de Brousse-le-Château.

La commune est drainée par le Tarn, l'Alrance, le ruisseau de Genras, le ruisseau d'Artigues, le ruisseau de Cansac et par divers petits cours d'eau.
Le Tarn, d'une longueur totale de 380,2 km, prend sa source dans la commune de Pont de Montvert - Sud Mont Lozère (48) et se jette  dans la Garonne à Saint-Nicolas-de-la-Grave (82), après avoir arrosé 99 communes.
L'Alrance, d'une longueur totale de 26 km, prend sa source dans la commune d'Alrance et se jette  dans le Tarn à Brousse-le-Château, après avoir baigné 5 communes.

#### Gestion des cours d'eau
La gestion des cours d’eau situés dans le bassin de l’Aveyron est assurée par l’établissement public d'aménagement et de gestion des eaux (EPAGE) Aveyron amont, créé le 1er janvier 2017, en remplacement du syndicat mixte du bassin versant Aveyron amont,,.

### Climat
Pour des articles plus généraux, voir Climat de l'Occitanie et Climat de l'Aveyron.
En 2010, le climat de la commune est de type climat méditerranéen altéré, selon une étude s'appuyant sur une série de données couvrant la période 1971-2000. En 2020, Météo-France publie une typologie des climats de la France métropolitaine dans laquelle la commune est exposée à un climat de montagne et est dans la région climatique Sud-est du Massif Central, caractérisée par une pluviométrie annuelle de 1 000 à 1 500 mm, minimale en été, maximale en automne.
Pour la période 1971-2000, la température annuelle moyenne est de 12,7 °C, avec une amplitude thermique annuelle de 15,8 °C. Le cumul annuel moyen de précipitations est de 779 mm, avec 11,2 jours de précipitations en janvier et 5,6 jours en juillet. Pour la période 1991-2020, la température moyenne annuelle observée sur la station météorologique la plus proche, située sur la commune de La Bastide-Solages à 10 km à vol d'oiseau, est de 13,5 °C et le cumul annuel moyen de précipitations est de 950,8 mm,. Pour l'avenir, les paramètres climatiques de la commune estimés pour 2050 selon différents scénarios d'émission de gaz à effet de serre sont consultables sur un site dédié publié par Météo-France en novembre 2022.

### Milieux naturels et biodiversité

#### Espaces protégés
La protection réglementaire est le mode d’intervention le plus fort pour préserver des espaces naturels remarquables et leur biodiversité associée.
Dans ce cadre, la commune fait partie d'un espace protégé, le Parc naturel régional des Grands Causses, créé en 1995 et d'une superficie de 327 937 ha. Ce territoire rural habité, reconnu au niveau national pour sa forte valeur patrimoniale et paysagère, s’organise autour d’un projet concerté de développement durable, fondé sur la protection et la valorisation de son patrimoine,.

#### Sites Natura 2000

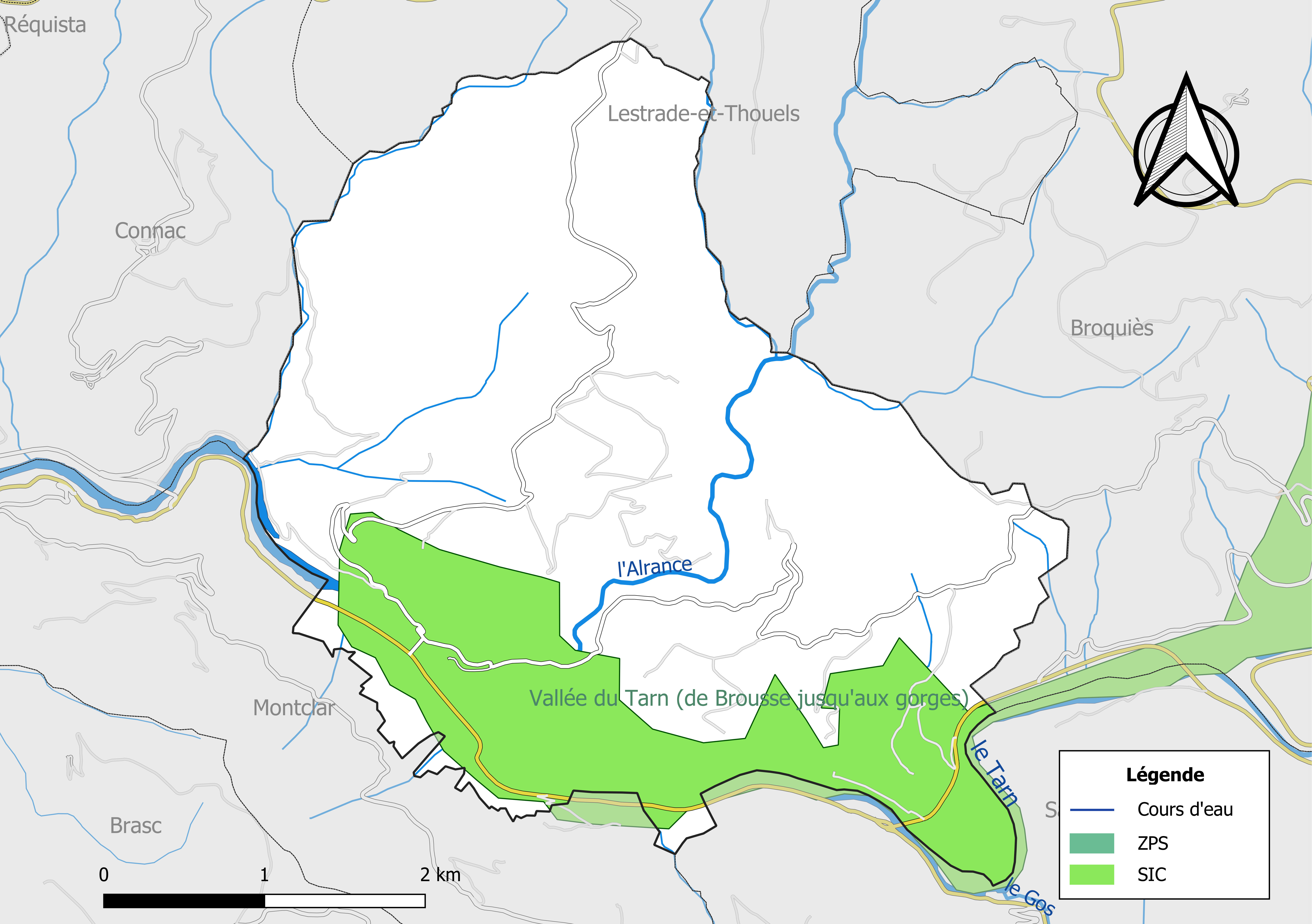
Sites Natura 2000 sur le territoire communal.

Le réseau Natura 2000 est un réseau écologique européen de sites naturels d’intérêt écologique élaboré à partir des Directives « Habitats » et « Oiseaux ». Ce réseau est constitué de Zones spéciales de conservation (ZSC) et de Zones de protection spéciale (ZPS). Dans les zones de ce réseau, les États Membres s'engagent à maintenir dans un état de conservation favorable les types d'habitats et d'espèces concernés, par le biais de mesures réglementaires, administratives ou contractuelles.
Un site Natura 2000 a été défini sur la commune au titre de la « directive Habitats ».
La « Vallée du Tarn (de Brousse-le-Château jusqu'aux gorges) », d'une superficie de 3 713 ha, est une vallée encaissée offrant une grande diversité de situations aquatiques et géologiques (terrains calcaires et acides) entrainant une végétation originale. Présence de grottes à chauves-souris et d'une population remarquable d'Odonates rares, notamment Macromia splendens.

#### Zones naturelles d'intérêt écologique, faunistique et floristique
L’inventaire des zones naturelles d'intérêt écologique, faunistique et floristique (ZNIEFF) a pour objectif de réaliser une couverture des zones les plus intéressantes sur le plan écologique, essentiellement dans la perspective d’améliorer la connaissance du patrimoine naturel national et de fournir aux différents décideurs un outil d’aide à la prise en compte de l’environnement dans l’aménagement du territoire.
Le territoire communal de Brousse-le-Château comprend deux ZNIEFF de type 1,, 
la « Rivière Tarn (partie Aveyron) » (2 381 ha pour 41 communes du département)
et la « Vallée du Tarn à Brousse » (1 398 ha pour 6 communes du département)
et une ZNIEFF de type 2,, 
la « Vallée du Tarn, amont » (36 322 ha), qui s'étend sur 57 communes dont 31 dans l'Aveyron, 25 dans le Tarn et 1 dans la Lozère.

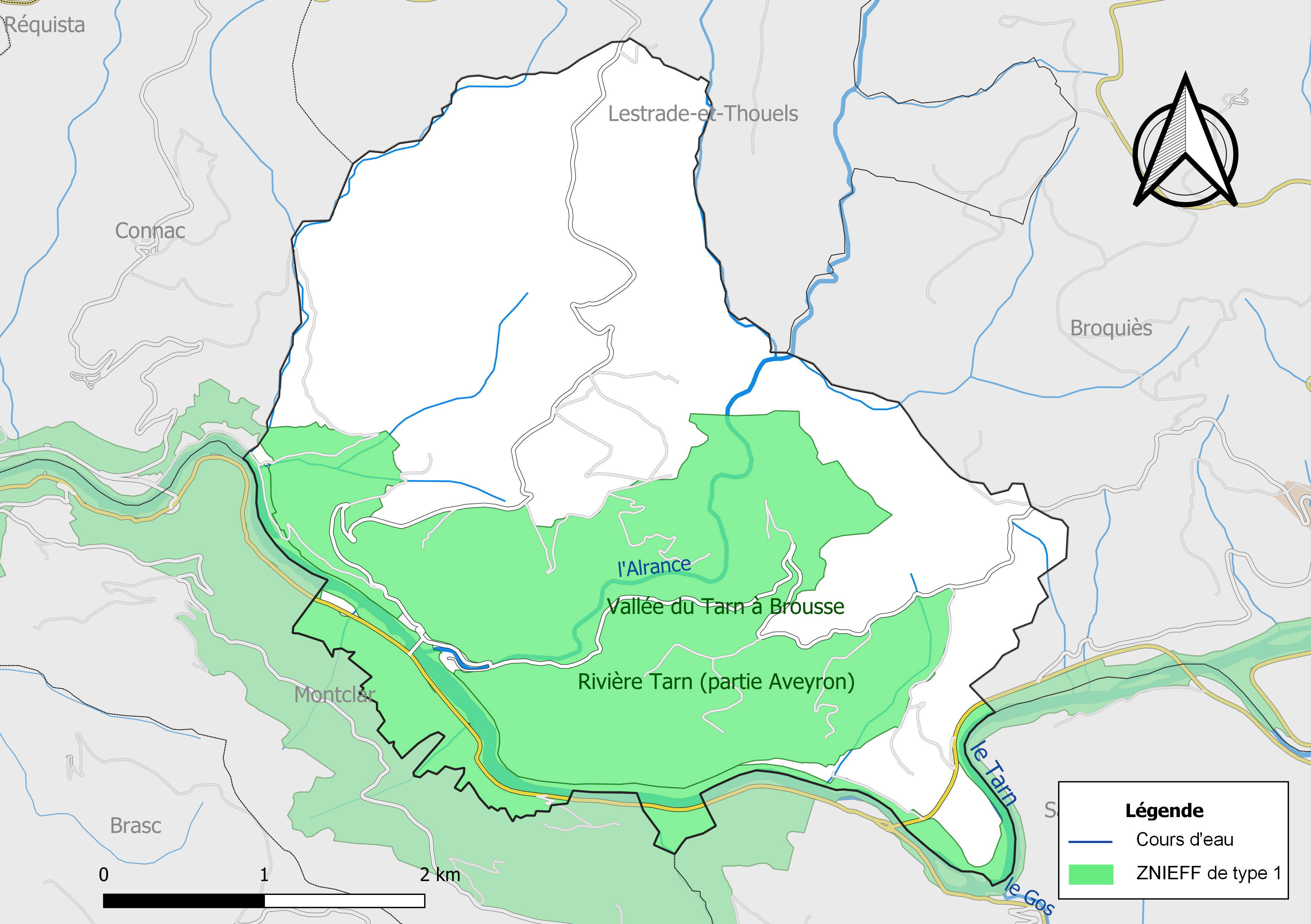
Carte des ZNIEFF de type 1 de la commune.
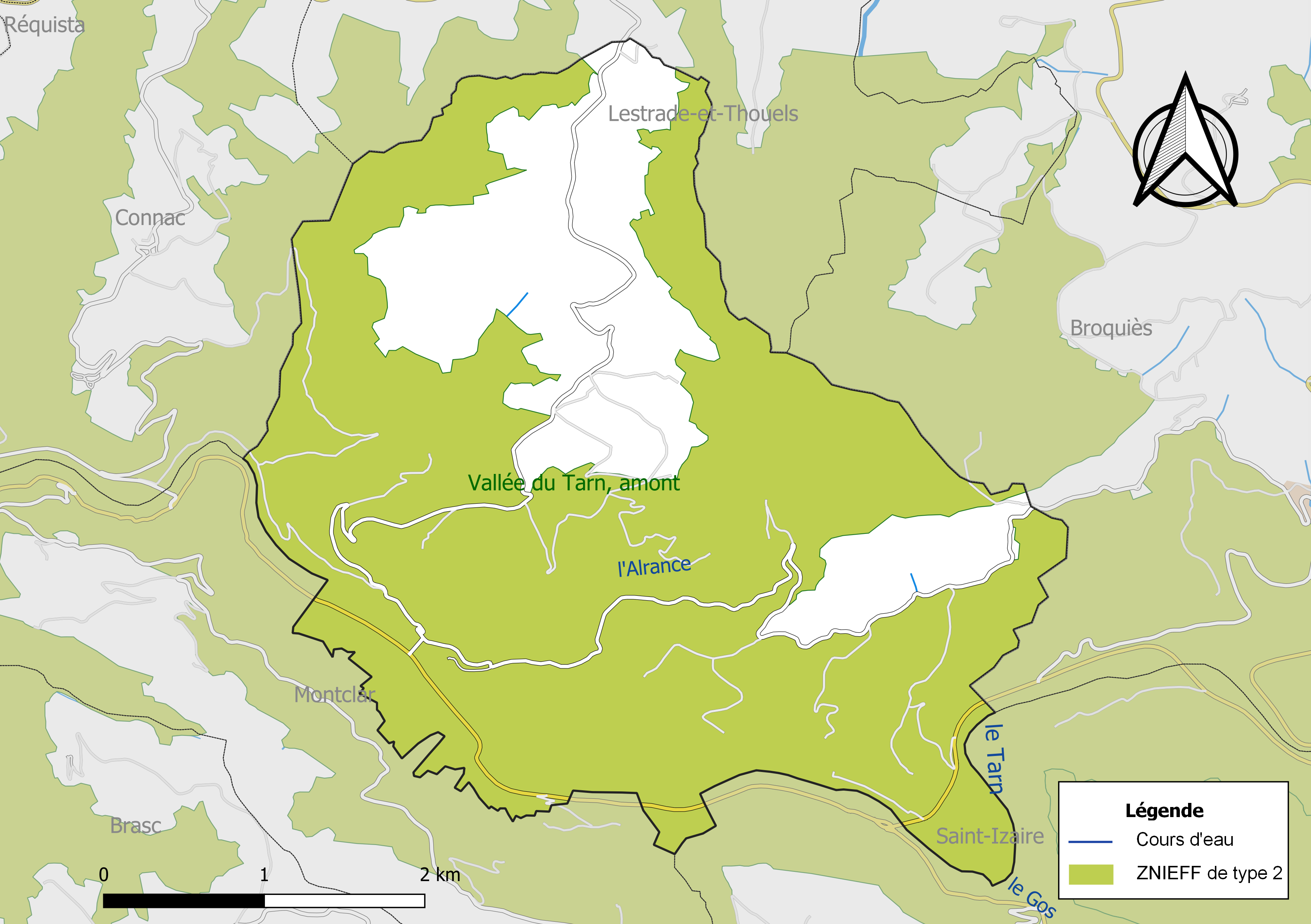
Carte de la ZNIEFF de type 2 de la commune.

## Urbanisme

### Typologie
Au 1er janvier 2024, Brousse-le-Château est catégorisée commune rurale à habitat très dispersé, selon la nouvelle grille communale de densité à 7 niveaux définie par l'Insee en 2022.
Elle est située hors unité urbaine et hors attraction des villes,.

### Occupation des sols

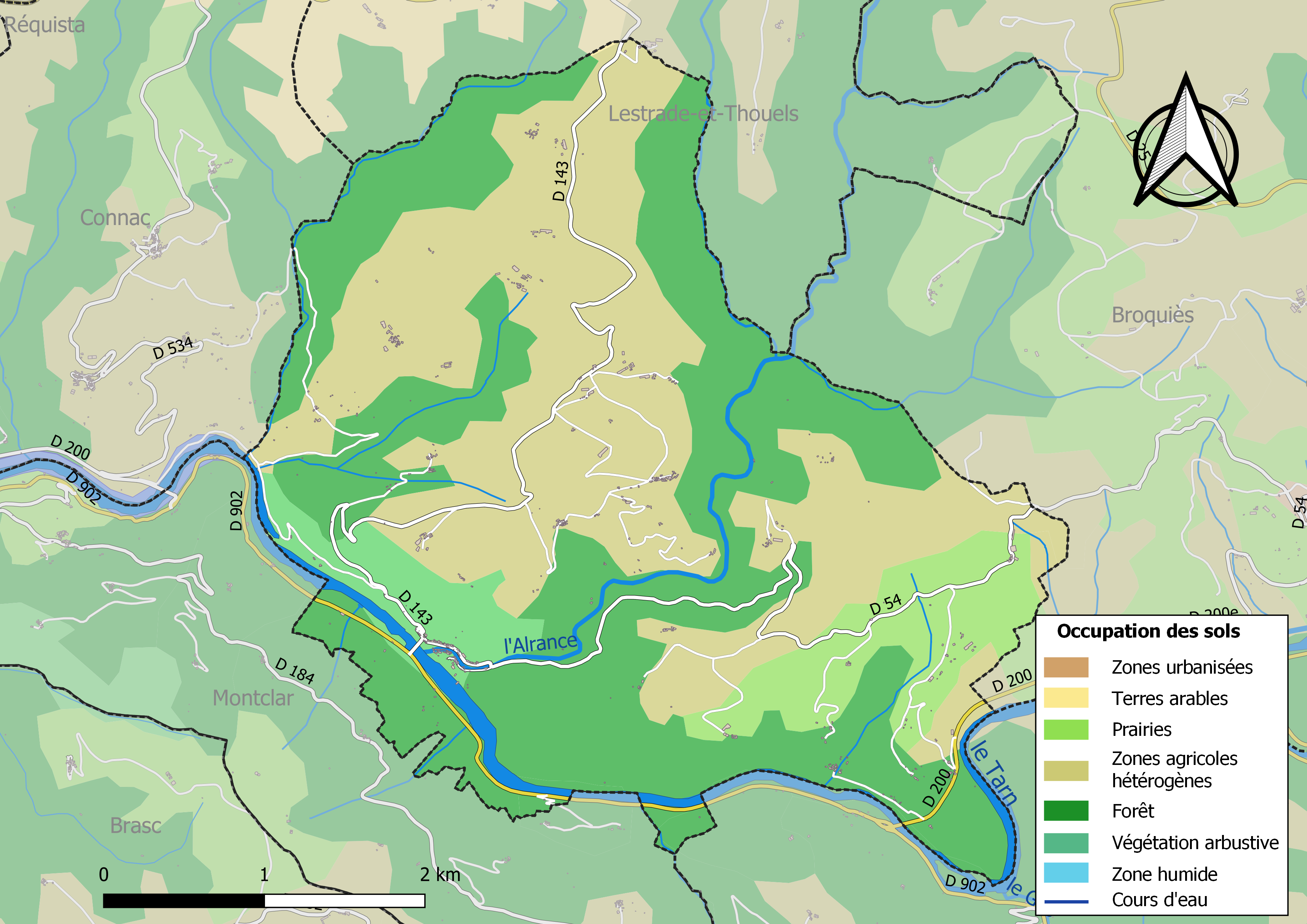
Infrastructures et occupation des sols de la commune de Brousse-le-Château.

L'occupation des sols de la commune, telle qu'elle ressort de la base de données européenne d’occupation biophysique des sols Corine Land Cover (CLC), est marquée par l'importance des forêts et milieux semi-naturels (51,8 % en 2018), une proportion sensiblement équivalente à celle de 1990 (51,5 %). La répartition détaillée en 2018 est la suivante : 
forêts (46,3 %), zones agricoles hétérogènes (40,4 %), prairies (7,9 %), milieux à végétation arbustive et/ou herbacée (5,5 %).

### Planification
La loi SRU du 13 décembre 2000 a incité fortement les communes à se regrouper au sein d’un établissement public, pour déterminer les partis d’aménagement de l’espace au sein d’un SCoT, un document essentiel d’orientation stratégique des politiques publiques à une grande échelle. La commune est dans le territoire du SCoT du Parc naturel régional des Grands Causses, approuvé le vendredi 7 juillet 2017 par le comité syndical et mis à l’enquête publique en décembre 2019. La structure porteuse est le Pôle d'équilibre territorial et rural du PNR des Grands Causses, qui associe huit communautés de communes, notamment la communauté de communes de la Muse et des Raspes du Tarn, dont la commune est membre.
La commune disposait en 2017 d'une carte communale approuvée et un plan local d'urbanisme était en élaboration.

### Voies de communication et transports
Le village de Brousse-le-Château est situé à l'intersection des routes départementales (RD) 54 et 143, dominant le Tarn en rive droite sur un éperon rocheux, à sa confluence avec l'Alrance.
La commune est également desservie par les RD 200 et 902.

### Risques majeurs
Le territoire de la commune de Brousse-le-Château est vulnérable à différents aléas naturels : inondations, climatiques (hiver exceptionnel ou canicule), feux de forêts et séisme (sismicité très faible).
Il est également exposé à deux risques particuliers, les risques radon et minier,.

#### Risques naturels

Zones inondables de la commune de Brousse-le-Château.

Certaines parties du territoire communal sont susceptibles d’être affectées par le risque d’inondation par débordement du Tarn ou de l'Alrance. La commune dénombre sept inondations (en 1992, 1993, 1994, 1996, 1997, 2004, 2015), qui ont engendré une procédure de déclaration de catastrophe naturelle. Un plan des surfaces submersibles (PSS), premier document cartographique réglementant l'occupation du sol en zone inondable pour les cours d'eau domaniaux, a été établi en 1964. Compte tenu du peu d’enjeux exposés à ces inondations, aucun plan de prévention du risque inondation n'a été prescrit. Néanmoins la loi Barnier du 2 février 1995 confère aux PSS un statut de plan de prévention des risques (PPR ), les rendant par conséquent opposables au tiers et faisant entrer le territoire de la commune dans le champ d'application de l'obligation d'information des acquéreurs locataires.
Le Plan départemental de protection des forêts contre les incendies découpe le département de l’Aveyron en sept « bassins de risque » et définit une sensibilité des communes à l’aléa feux de forêt (de faible à très forte). La commune est classée en sensibilité moyenne.
Les mouvements de terrains susceptibles de se produire sur la commune sont liés à la présence de cavités souterraines localisées sur la commune,.

#### Risques particuliers
La commune est concernée par le risque minier, principalement lié à l’évolution des cavités souterraines laissées à l’abandon et sans entretien après l’exploitation des mines.
Dans plusieurs parties du territoire national, le radon, accumulé dans certains logements ou autres locaux, peut constituer une source significative d’exposition de la population aux rayonnements ionisants. Toutes les communes du département sont concernées par le risque radon à un niveau plus ou moins élevé. Selon le dossier départemental des risques majeurs du département établi en 2013, la commune de Brousse-le-Château est classée à risque moyen à élevé. Un décret du 4 juin 2018 a modifié la terminologie du zonage définie dans le code de la santé publique et a été complété par un arrêté du 27 juin 2018 portant délimitation des zones à potentiel radon du territoire français. La commune est désormais en zone 3, à savoir une zone à potentiel radon significatif.

## Toponymie
La première mention écrite connue du lieu date de l'an 1341 sous la forme Brossa, correspondant à des broussailles mais pouvant aussi désigner un bois.
La commune de Brousse prend le nom de Brousse-le-Château en 1919.

## Histoire
Le territoire de la commune est occupé dès le Néolithique comme l'atteste la découverte de la statue-menhir de Crays.

### Moyen Âge
L'histoire de la famille d'Arpajon commence à Brousse avec Bernard Ier. Celui-ci s'installe avec sa femme au château en 1204. C'est à cette époque que le petit village devient important par sa situation ; en effet, c'est un point de passage obligé de traversée du Tarn pour la population du Rouergue. Les seigneurs en ayant la garde perçoivent une taxe : la pezade[réf. souhaitée]. S'ensuit le règne de Bernard II qui est surtout célèbre pour avoir fondé une chapelle en la cathédrale de Rodez. Puis Hugues Ier et Béranger Ier dominent le château de Brousse.

## Politique et administration

### Découpage territorial
La commune de Brousse-le-Château est membre de la communauté de communes de la Muse et des Raspes du Tarn, un établissement public de coopération intercommunale (EPCI) à fiscalité propre créé le 1er janvier 2005 dont le siège est à Saint-Rome-de-Tarn. Ce dernier est par ailleurs membre d'autres groupements intercommunaux.
Sur le plan administratif, elle est rattachée à l'arrondissement de Millau, au département de l'Aveyron et à la région Occitanie. Sur le plan électoral, elle dépend du  canton de Raspes et Lévezou pour l'élection des conseillers départementaux, depuis le redécoupage cantonal de 2014 entré en vigueur en 2015, et de la troisième circonscription de l'Aveyron  pour les élections législatives, depuis le dernier découpage électoral de 2010.

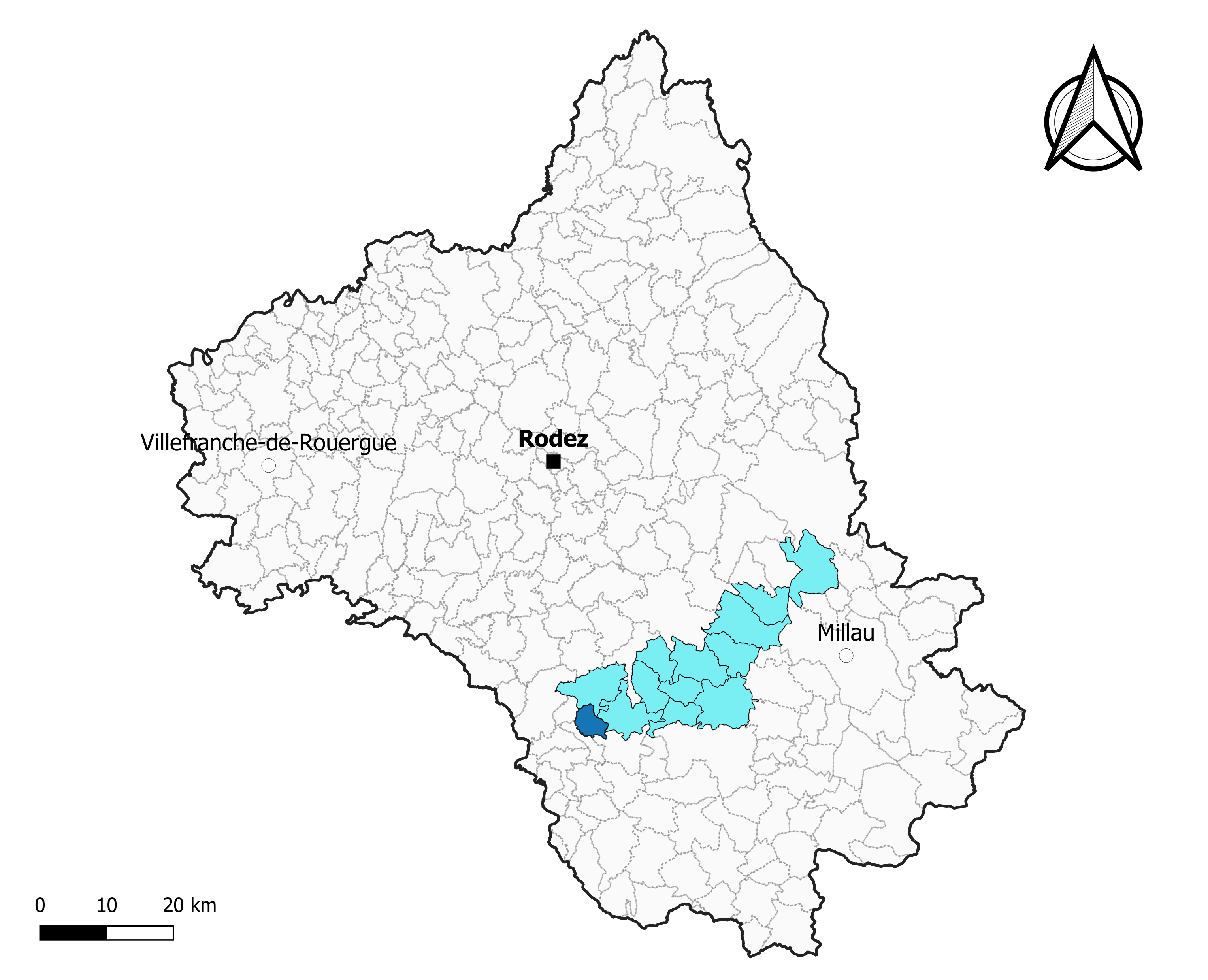
Brousse-le-Château dans l'intercommunalité en 2020.
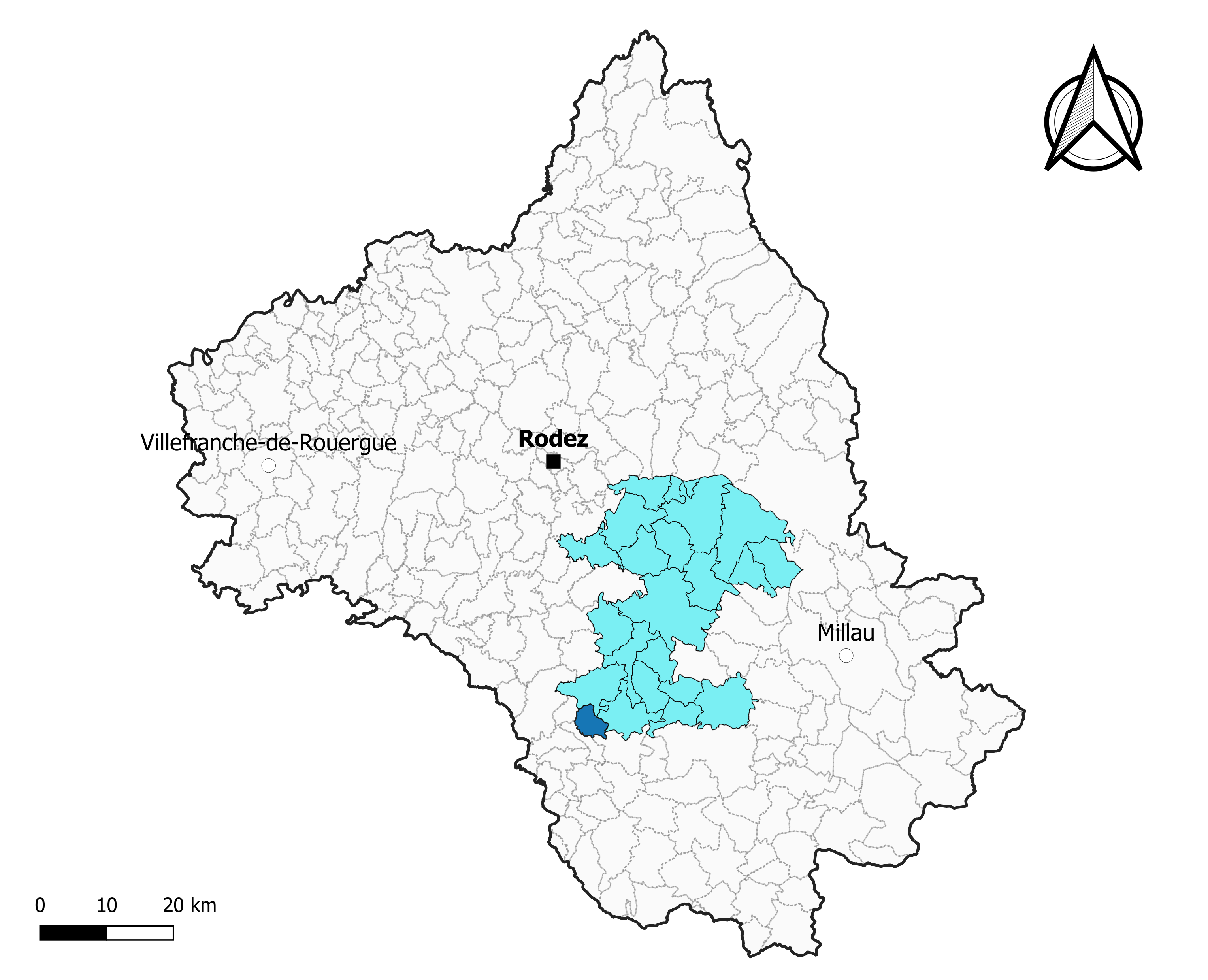
Brousse-le-Château dans le canton de Raspes et Lévezou en 2020.
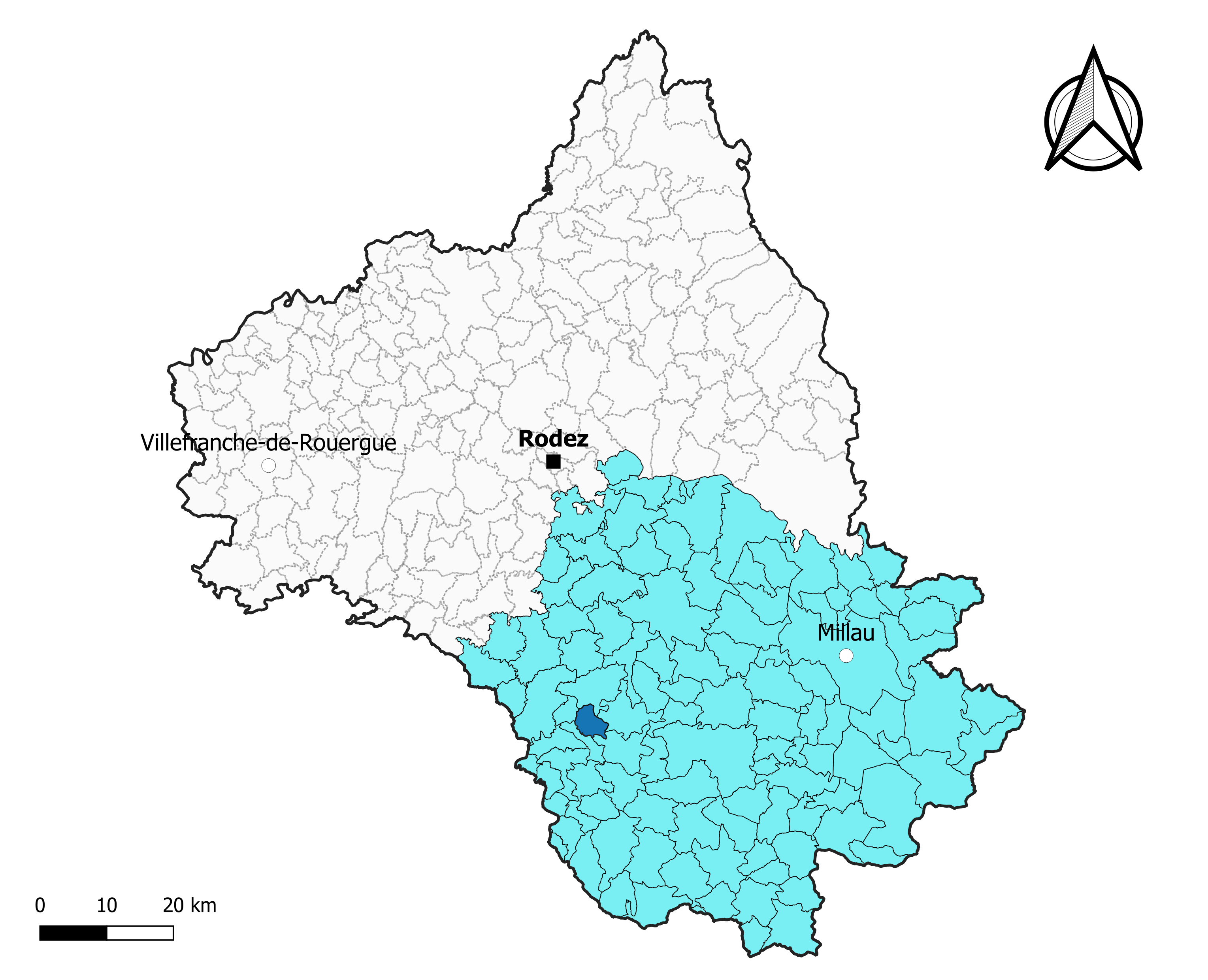
Brousse-le-Château dans l'arrondissement de Millau en 2020.

### Élections municipales et communautaires

#### Élections de 2020
Le conseil municipal de Brousse-le-Château, commune de moins de 1 000 habitants, est élu au scrutin majoritaire plurinominal à deux tours avec candidatures isolées ou groupées et possibilité de panachage. Compte tenu de la population communale, le nombre de sièges à pourvoir lors des élections municipales de 2020 est de 11. Sur les quinze candidats en lice, onze sont élus dès le premier tour, le 15 mars 2020, correspondant à la totalité des sièges à pourvoir, avec un taux de participation de 48,05 %.
Georget Damerval est élu nouveau maire de la commune le 25 mai 2020.
Dans les communes de moins de 1 000 habitants, les conseillers communautaires sont désignés parmi les conseillers municipaux élus en suivant l’ordre du tableau (maire, adjoints puis conseillers municipaux) et dans la limite du nombre de sièges attribués à la commune au sein du conseil communautaire. Un siège est attribué à la commune au sein de la communauté de communes de la Muse et des Raspes du Tarn.

#### Liste des maires
| Période                                  | Période  | Identité          | Étiquette | Qualité                           |
| ---------------------------------------- | -------- | ----------------- | --------- | --------------------------------- |
| Les données manquantes sont à compléter. |          |                   |           |                                   |
|                                          |          |                   |           |                                   |
| 1977                                     | mai 2020 | Denis Bel         |           | Retraité salarié du secteur privé |
| mai 2020                                 | En cours | Georget Damerval, |           | Ancien cadre                      |

## Démographie
L'évolution du nombre d'habitants est connue à travers les recensements de la population effectués dans la commune depuis 1793. Pour les communes de moins de 10 000 habitants, une enquête de recensement portant sur toute la population est réalisée tous les cinq ans, les populations de référence des années intermédiaires étant quant à elles estimées par interpolation ou extrapolation. Pour la commune, le premier recensement exhaustif entrant dans le cadre du nouveau dispositif a été réalisé en 2004.

En 2022, la commune comptait 165 habitants, en évolution de +6,45 % par rapport à 2016 (Aveyron : +0,37 %, France hors Mayotte : +2,11 %).
| 1793  | 1800 | 1846 | 1851 | 1856 | 1861 | 1866 | 1872 | 1876 |
| ----- | ---- | ---- | ---- | ---- | ---- | ---- | ---- | ---- |
| 1 002 | 752  | 948  | 946  | 910  | 886  | 933  | 873  | 878  |

| 1881 | 1886 | 1891 | 1896 | 1901 | 1906 | 1911 | 1921 | 1926 |
| ---- | ---- | ---- | ---- | ---- | ---- | ---- | ---- | ---- |
| 912  | 932  | 799  | 741  | 713  | 763  | 712  | 704  | 605  |

| 1931 | 1936 | 1946 | 1954 | 1962 | 1968 | 1975 | 1982 | 1990 |
| ---- | ---- | ---- | ---- | ---- | ---- | ---- | ---- | ---- |
| 534  | 489  | 401  | 341  | 310  | 268  | 219  | 225  | 203  |

| 1999 | 2004 | 2006 | 2009 | 2014 | 2019 | 2022 | - | - |
| ---- | ---- | ---- | ---- | ---- | ---- | ---- | - | - |
| 163  | 177  | 178  | 159  | 155  | 164  | 165  | - | - |

## Économie

### Revenus
En 2018  (données Insee publiées en septembre 2021), la commune compte 88 ménages fiscaux, regroupant 167 personnes. La médiane du revenu disponible par unité de consommation est de 19 210 € (20 640 € dans le département).

### Emploi
| Division       | 2008  | 2013  | 2018   |
| -------------- | ----- | ----- | ------ |
| Commune        | 2,1 % | 8,6 % | 18,4 % |
| Département    | 5,4 % | 7,1 % | 7,1 %  |
| France entière | 8,3 % | 10 %  | 10 %   |

En 2018, la population âgée de 15 à 64 ans s'élève à 85 personnes, parmi lesquelles on compte 77 % d'actifs (58,6 % ayant un emploi et 18,4 % de chômeurs) et 23 % d'inactifs,. En  2018, le taux de chômage communal (au sens du recensement) des 15-64 ans est supérieur à celui du département et de la France, alors qu'en 2008 la situation était inverse.
La commune est hors attraction des villes,. Elle compte 31 emplois en 2018, contre 31 en 2013 et 29 en 2008. Le nombre d'actifs ayant un emploi résidant dans la commune est de 50, soit un indicateur de concentration d'emploi de 61,2 % et un taux d'activité parmi les 15 ans ou plus de 44,7 %.
Sur ces 50 actifs de 15 ans ou plus ayant un emploi, 25 travaillent dans la commune, soit 49 % des habitants. Pour se rendre au travail, 62,7 % des habitants utilisent un véhicule personnel ou de fonction à quatre roues, 3,9 % les transports en commun, 11,8 % s'y rendent en deux-roues, à vélo ou à pied et 21,6 % n'ont pas besoin de transport (travail au domicile).

### Activités hors agriculture
19 établissements sont implantés  à Brousse-le-Château au 31 décembre 2019.
Le secteur de l'industrie manufacturière, des industries extractives et autres est prépondérant sur la commune puisqu'il représente 31,6 % du nombre total d'établissements de la commune (6 sur les 19 entreprises implantées  à Brousse-le-Château), contre 17,7 % au niveau départemental.

### Agriculture
La commune est dans les Monts de Lacaune, une petite région agricole occupant le sud du département de l'Aveyron. En 2020, l'orientation technico-économique de l'agriculture  sur la commune est l'élevage d'ovins ou de caprins.
|               | 1988 | 2000 | 2010 | 2020 |
| ------------- | ---- | ---- | ---- | ---- |
| Exploitations | 26   | 17   | 15   | 11   |
| SAU (ha)      | 716  | 629  | 624  | 514  |

Le nombre d'exploitations agricoles en activité et ayant leur siège dans la commune est passé de 26 lors du recensement agricole de 1988  à 17 en 2000 puis à 15 en 2010 et enfin à 11 en 2020, soit une baisse de 58 % en 32 ans. Le même mouvement est observé à l'échelle du département qui a perdu pendant cette période 51 % de ses exploitations,. La surface agricole utilisée sur la commune a également diminué, passant de 716 ha en 1988 à 514 ha en 2020. Parallèlement la surface agricole utilisée moyenne par exploitation a augmenté, passant de 28 à 47 ha.

## Culture locale et patrimoine
Le bourg chef-lieu de la commune apparaît dans le classement d'une association nommée « Les Plus Beaux Villages de France ».
Les toits en lauzes et les façades de grès, de gneiss ou de schiste des maisons des XVIIe et XVIIIe siècles près du pont gothique résument la richesse géologique de la région.

### Lieux et monuments

#### Édifices religieux
- Église Saint-Jacques-le-Majeur du bourg[66], inscrite au titre des monuments historiques en 1937[67].
- Oratoire dans le cimetière attenant à l'église du bourg, également inscrit en 1937[68].
- Église Saint-Cirice, ou Saint-Cyrice, au lieu-dit la Vayssière[69] qui domine les Raspes, sur un promontoire dans un méandre du Tarn.
- Église Saint-Martin du village de Saint-Martin[70], à deux kilomètres au nord-nord-est du bourg de Brousse-le-Château.
- Un autre oratoire situé à proximité de l'église Saint-Martin daterait du XVe siècle[71].

Église Saint-Jacques-le-Majeur
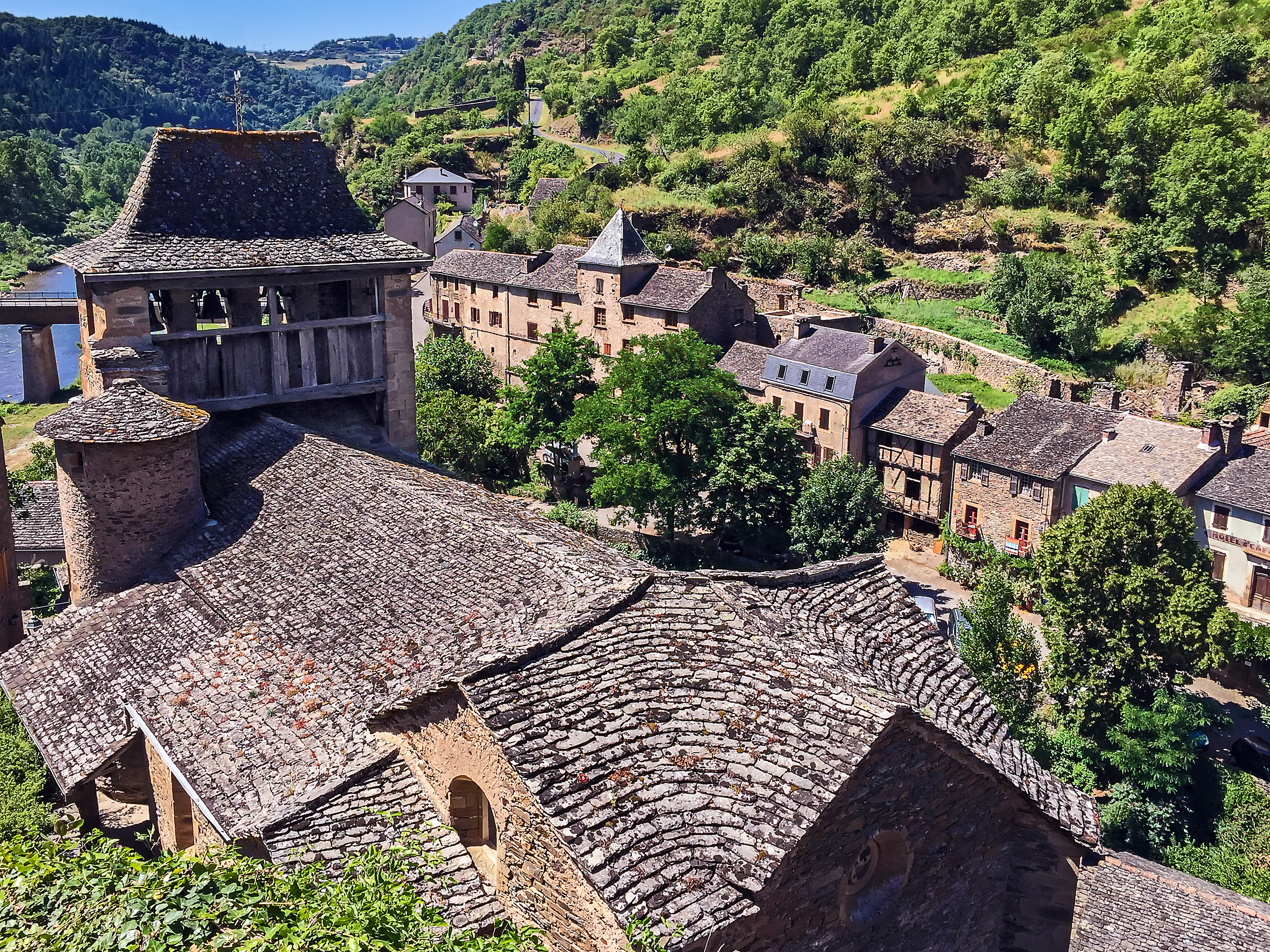
Eglise Saint-Jacques-le-Majeur
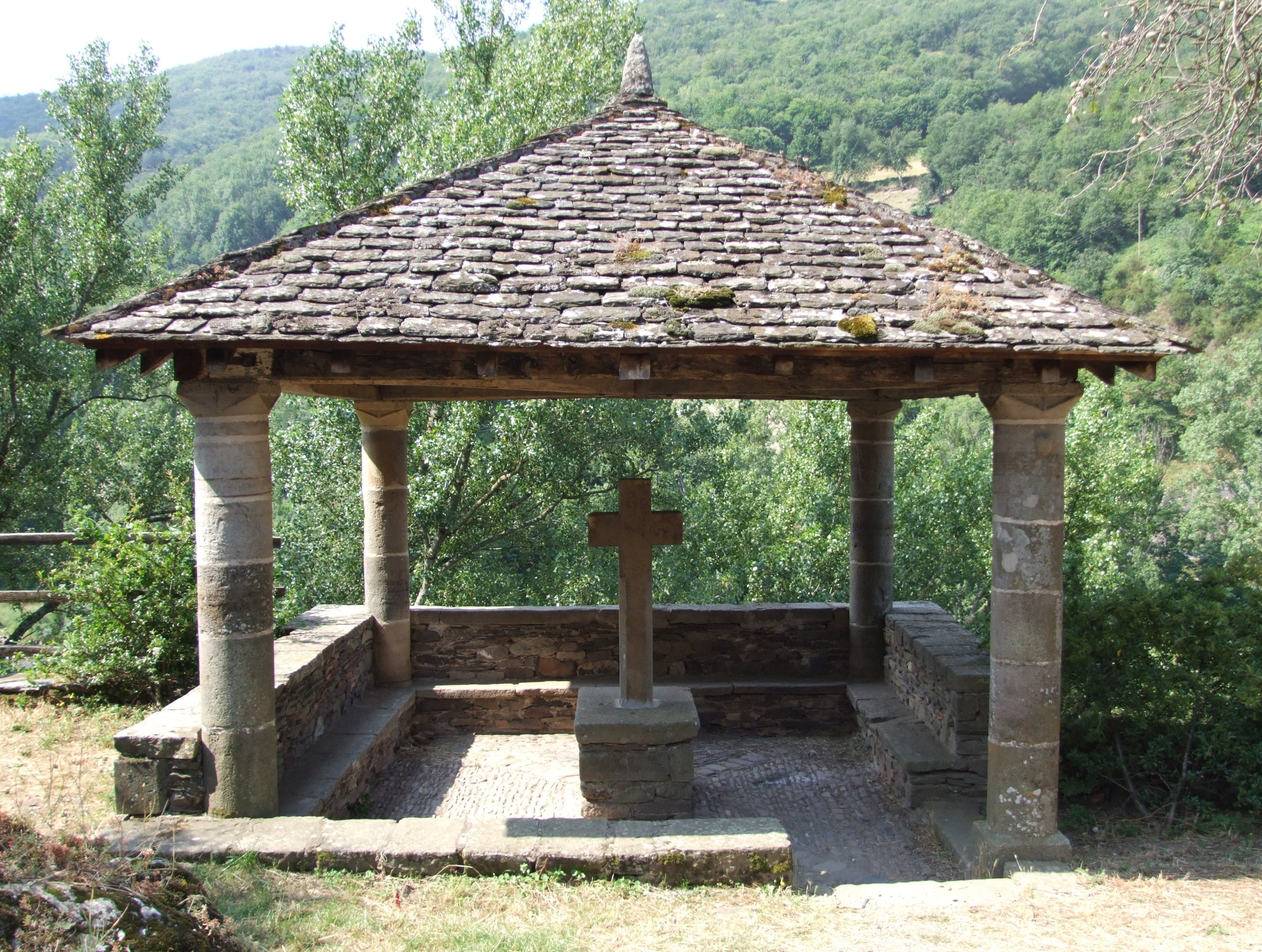
L'oratoire.
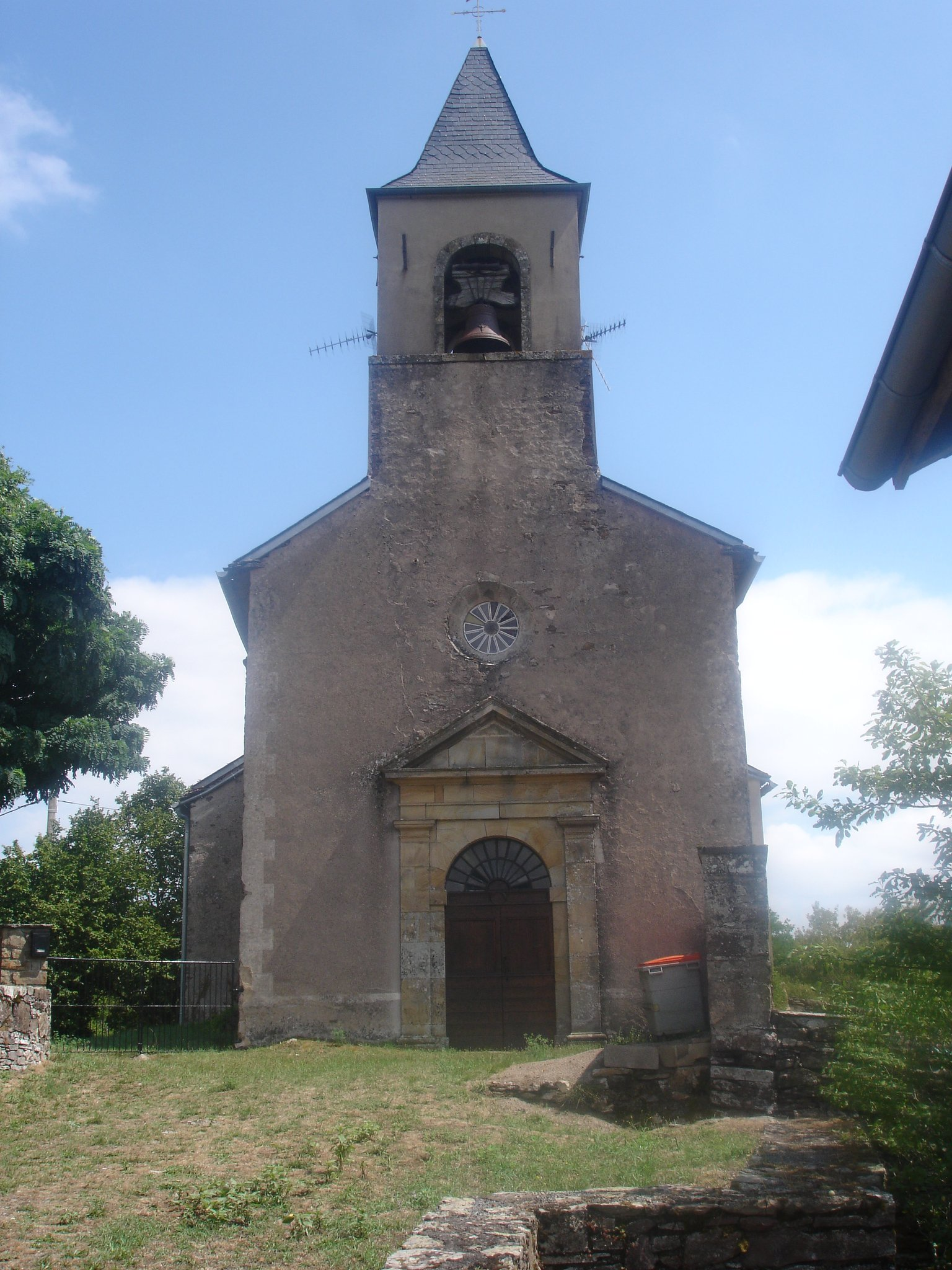
Église Saint-Cirice.

#### Édifices civils
- Témoignage du passé préhistorique de la région, la statue-menhir de Crays est inscrite au titre des au titre des monuments historiques depuis 2019[72].
- Le château de Brousse datant des XIIe et XVIe siècles est classé au titre des monuments historiques depuis 1943[73]. Il est géré par la commune depuis 2008.
- Le pont Vieux sur l'Alrance est inscrit au titre des monuments historiques depuis 1937[74],[75].
- Vestiges d'un ancien moulin du Moyen Âge sur le Tarn, ayant subi plusieurs crues. Ce bâtiment plusieurs fois réhabilité a été détruit en 2012 pour permettre la construction d'une turbine supplémentaire dans le bâtiment adjacent, abritant une centrale hydroélectrique.

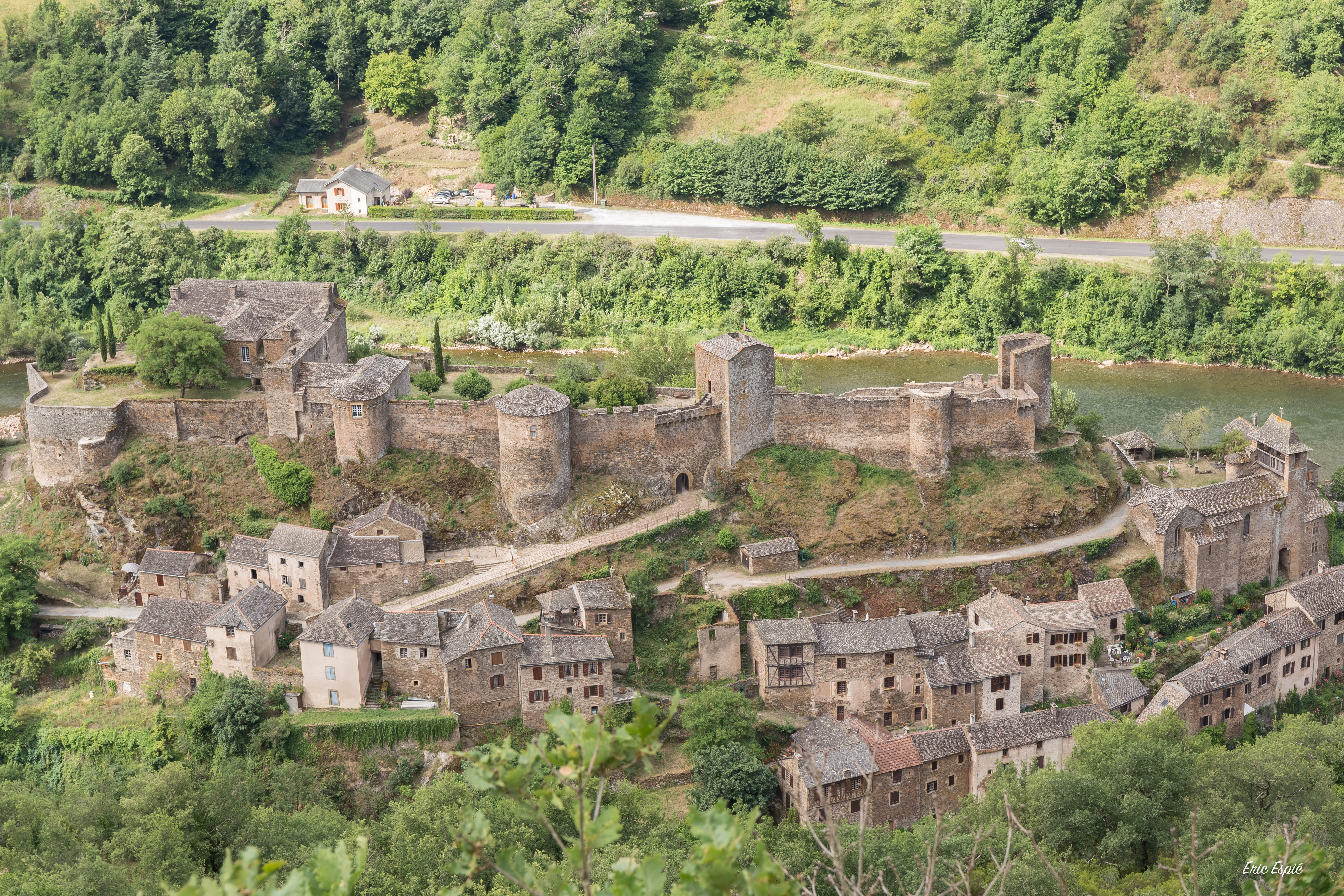
Vue aérienne du bourg et du château.
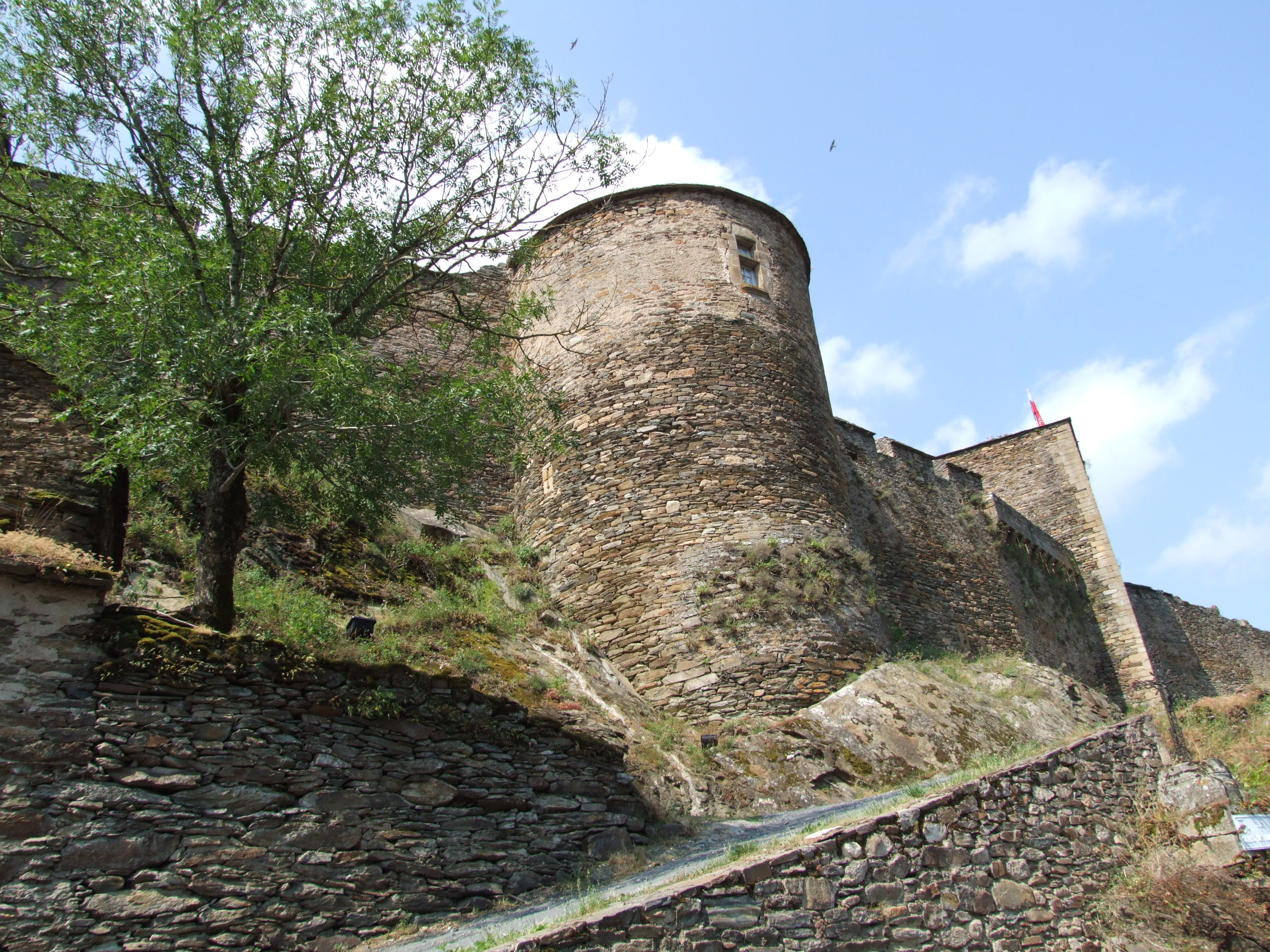
Le château.
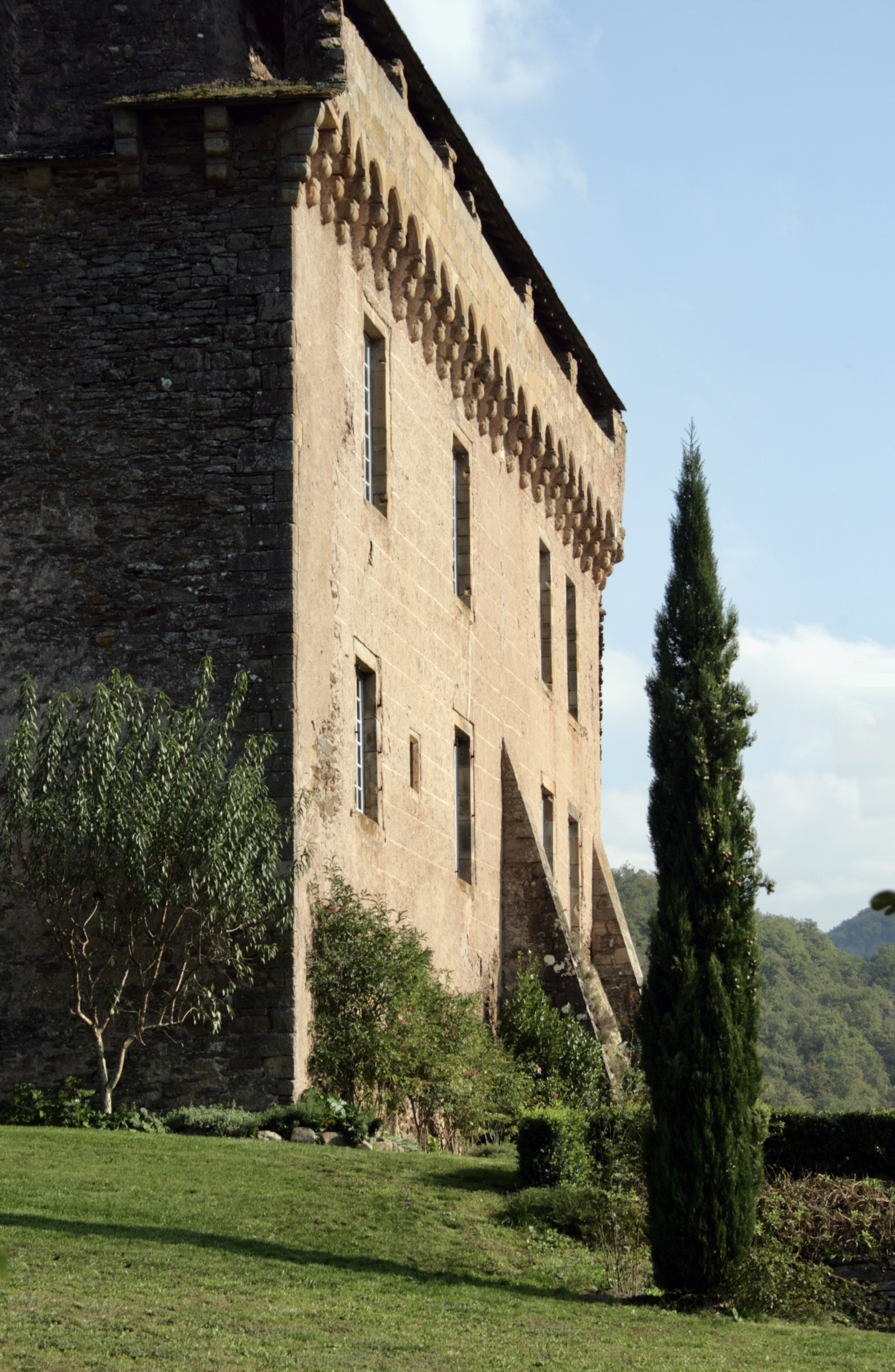
Façade sud du château.
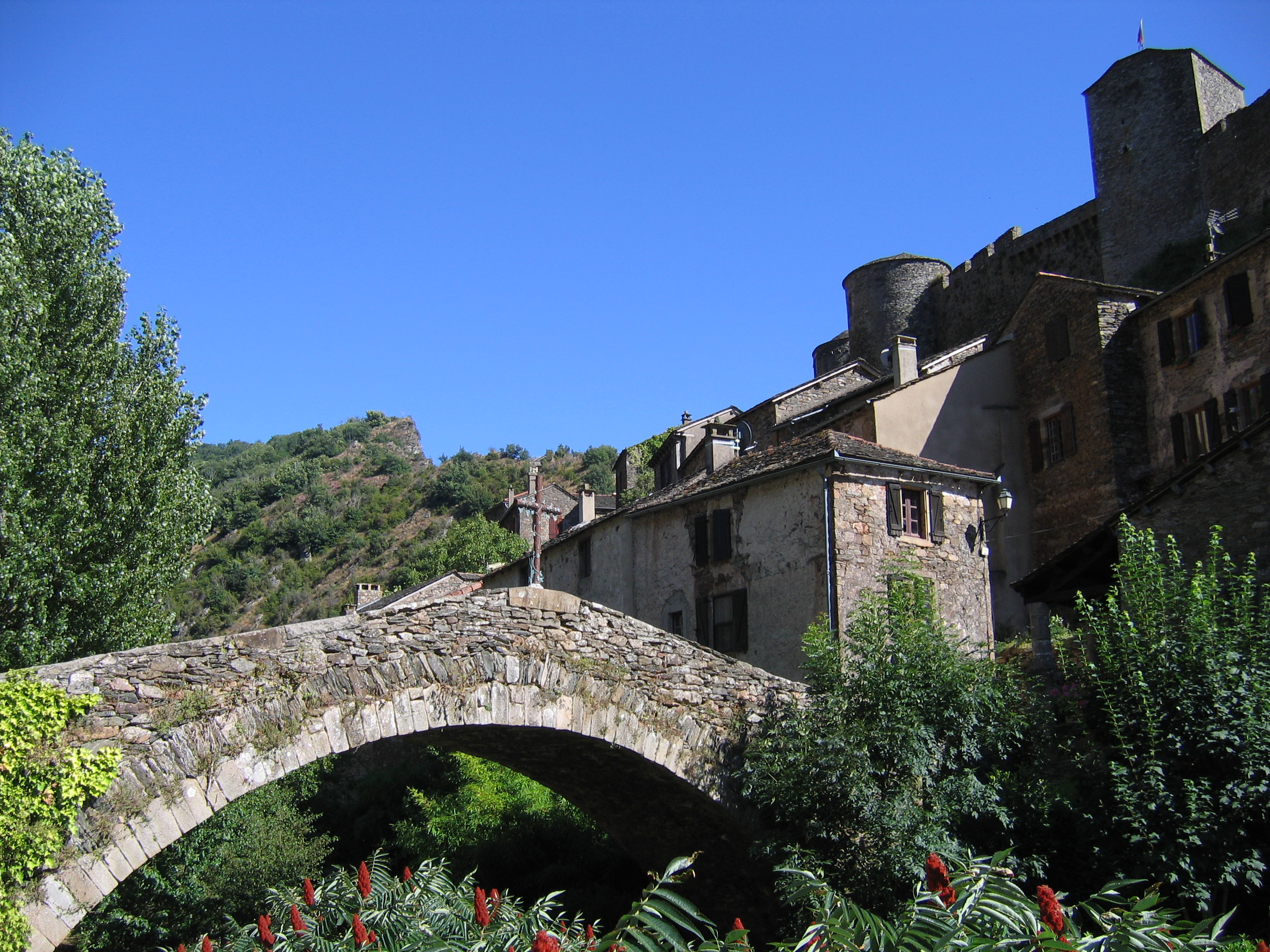
Le pont Vieux.
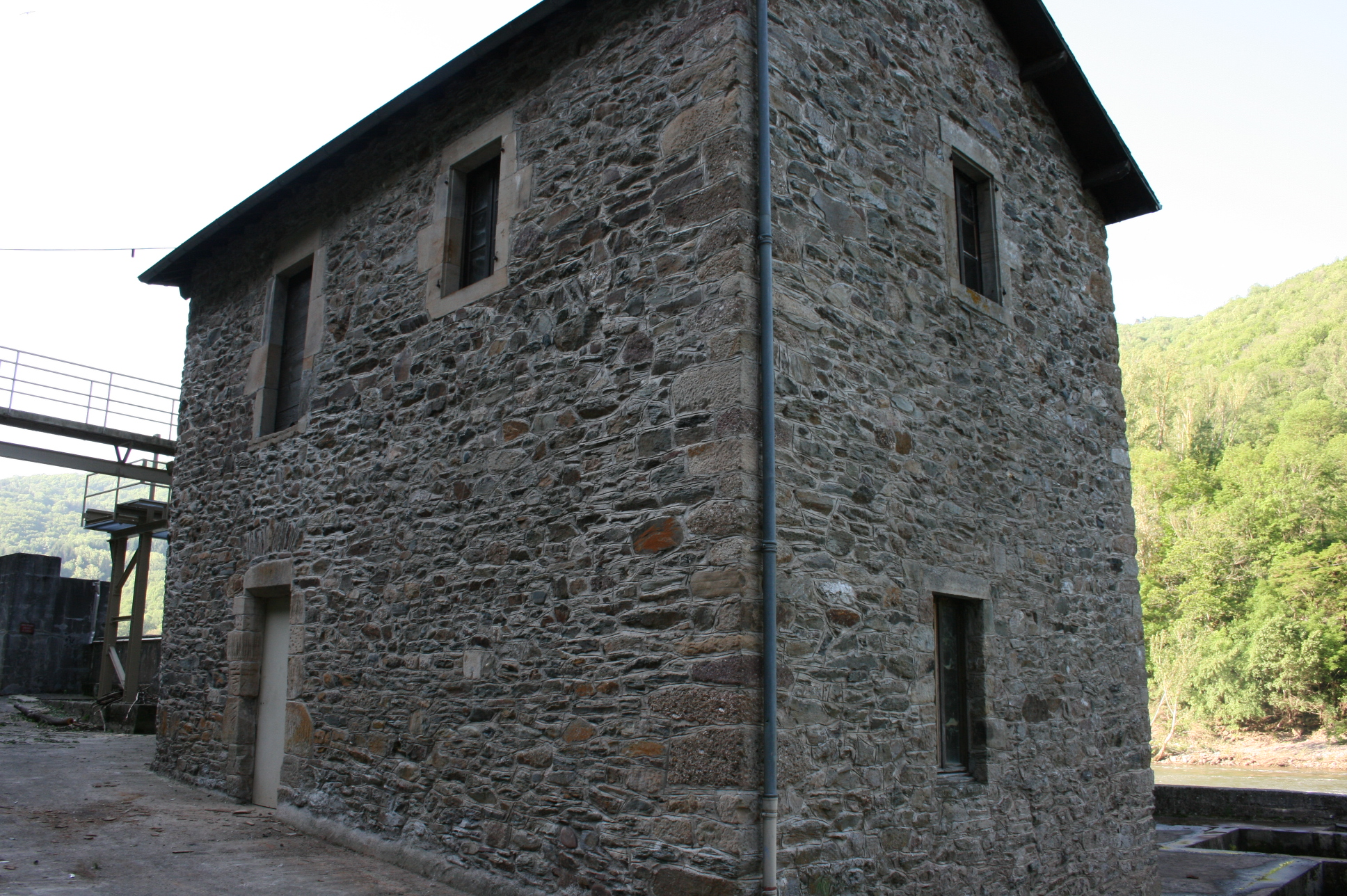
Le moulin.
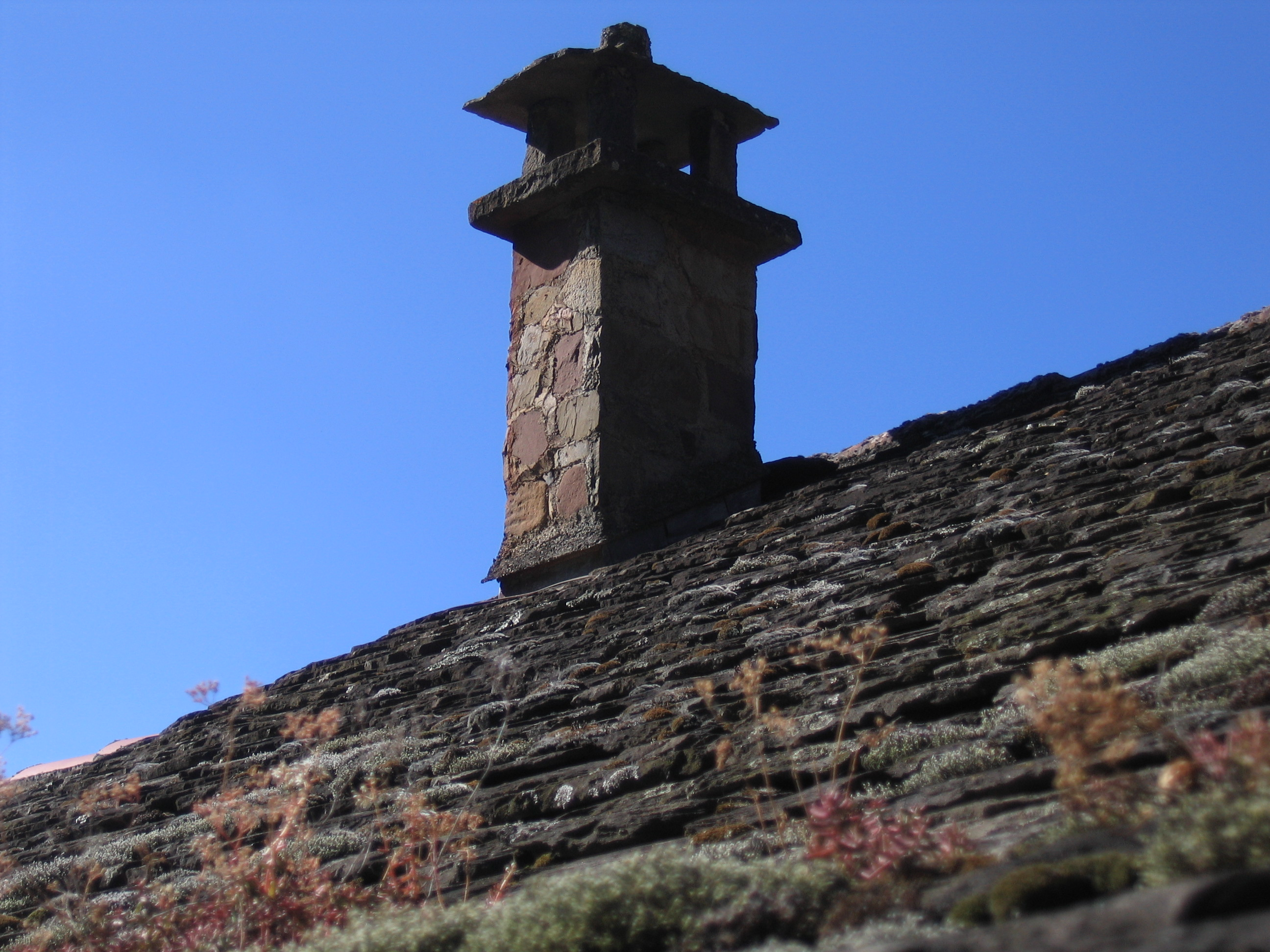
Toit de lauzes recouvert de lichens.

### Personnalités liées à la commune
- Famille d'Arpajon : les seigneurs d'Arpajon constituèrent l'une des grandes familles du Rouergue, depuis le Moyen Âge jusqu'au règne de Louis XIV.
- Augustin Galtier (1799-1858), né sur la commune, nommé évêque de Pamiers du 16 juin 1856 au 29 juin 1858, date de son décès.